# Vergers de Havlíček
 (juillet 2023).
Les Vergers de Havlíček (en tchèque, Havlíčkovy sady ; ou encore Gröbovka ou Grébovka) est un parc néo-Renaissance et néo-romantique situé à Prague 2 dans le quartier de Vinohrady, près de Vršovice et Nusle. Il est bordé au sud par le ruisseau Botič. Le parc est situé à une altitude de 200-245 mètres et a une superficie de 11 hectares, dont 1,7 hectare est occupé par des vignes. Il a été créé entre 1871 et 1888 comme jardin de la villa de Gröb, construite par l'industriel praguois Moritz Gröbe.
Dans le parc on trouve la villa Gröbeho, le pavillon, le vignoble, le belvédère du vignoble, la grotte artificielle, ainsi qu'une cave à vin et une aire de jeux, ajoutés plus récemment. En 1964, le site a été inscrit comme monument culturel. Depuis 1999, il est sous l'administration du district de Prague 2, qui, en raison du délabrement général de l'endroit, a entrepris en 2001 sa restauration complète. La reconstruction a été achevée en 2014, récompensée l'année suivante (2015) par le prix Patrimonium pro futuro, décerné pour les réalisations d'entretien des monuments par l'Institut national des monuments.

## Histoire
Les vignobles étaient à l'origine situés sur le terrain du parc, établis sur les coteaux ensoleillés locaux au XIIIe siècle. Cependant, c'est Charles IV qui posa les bases solides de la viticulture au XIVe siècle, grâce à ses fréquents séjours en France. Charles IV possédait aussi des vignes nobles importées.
Les premières mentions de la zone remontent à 1323, lorsque Albert Štuk, un bourgeois de la vieille ville de Prague, acheta le vignoble local à l'abbé du monastère de Vilémov. Un autre vignoble sur le territoire de l'actuel Havlíčkové Sady appartenait aux croisés allemands au début du XVe siècle. En 1409, Petr Meziříčský, un bourgeois de la vieille ville, l'a acheté avec le ruisseau et les rives, et selon lui, il s'appelait également Meziříčská. Un autre petit vignoble situé ici s'appelait Budějovická, un autre également ici était nommé Cášská.
L'endroit n'a pas échappé aux événements de la guerre. En 1420, l'armée séjourna ici avant la bataille de Vyšehrad. D'autres destructions ont été causées par le séjour des soldats en 1448, des troupes ennemies également stationnées ici pendant la guerre de Trente Ans et aussi pendant les guerres de Succession d'Autriche.
À la fin du XVIe siècle et au début du XVIIe siècle, les pavillons Horní Landhauska et Dolní Landhauska ont été construits. Au début du XIXe siècle, ces propriétés sont passées en possession de František Václav Pachta de Rájov et ensuite à Kašpar Vintra, puis à Jakub Wimmer. La propriété a été acquise par la suite au conseil de la cour Joseph Lumbé (1801-1879). Lumbe a enseigné les disciplines agricoles à l'école polytechnique de Prague et a également été le dernier directeur de cette institution. Il a fait rénover structurellement le Landhaus supérieur et inférieur et a converti une partie du vignoble et des jardins en vergers.

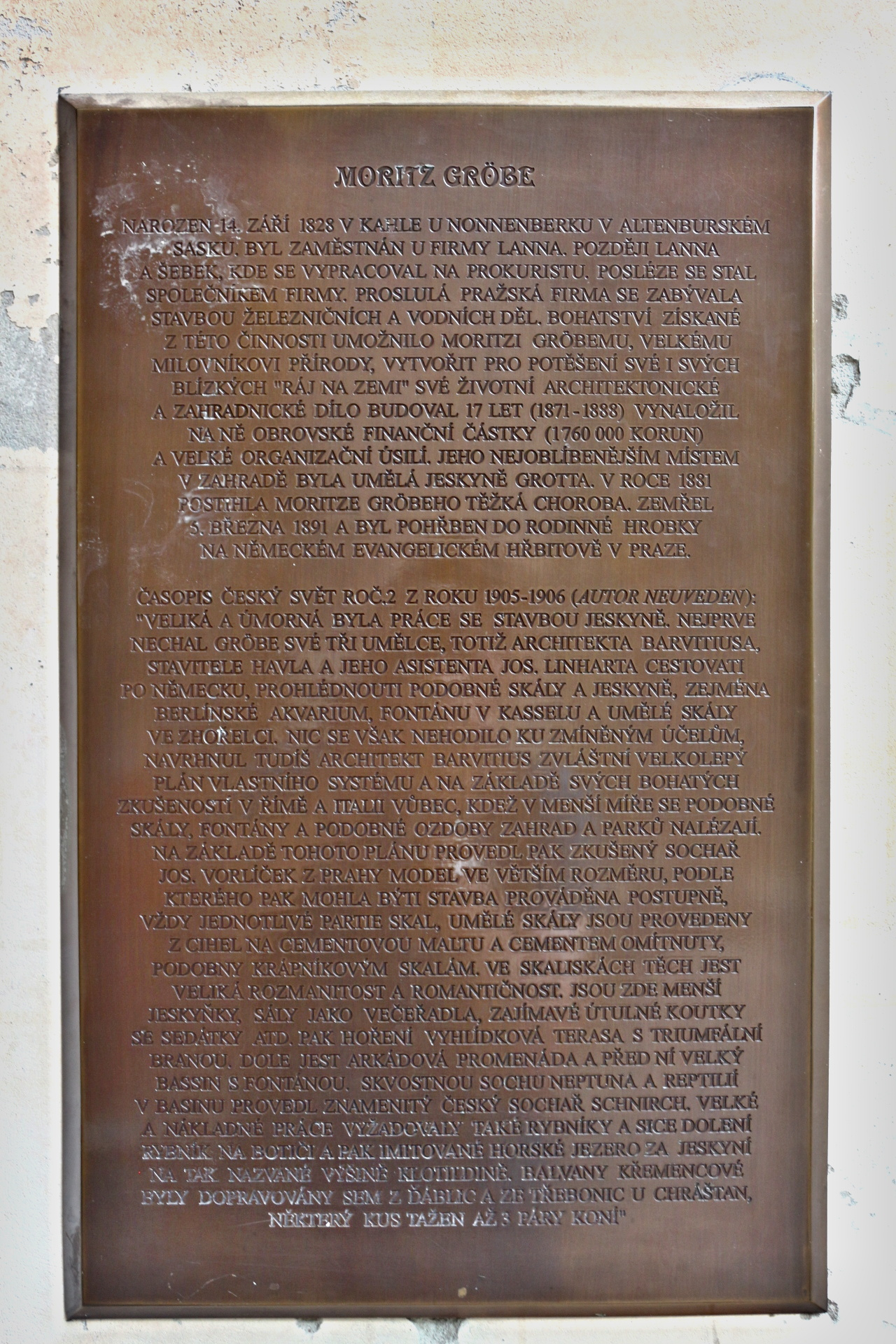
plaque commémorative de Moritz Gröbe dans le parc

Dans les années 1860, Moritz Gröbe achète Dolní Landhauska à Lumbe, puis en 1870 il achète Upper Landhauska ainsi que des parcelles de jardins aux alentours et décide d'édifier une construction et un site paysager qui assurerait sa mémoire éternelle. Tout d'abord, il fit construire une petite villa sur le haut de la pente par l'architecte Alois Turk (1810–1893). À la même époque, des murs d'enceinte avec plusieurs portes sont construits. Ensuite, Gröbe a décidé du concept définitif de l'ensemble, a fait démolir le nouveau bâtiment de la maison et a fait construire à sa place la magnifique maison néo-Renaissance à deux étages " Villa Gröbe " et a transformé toute la zone en un parc avec un concept mixte néo-Renaissance et néo-romantique. Lors de la construction de la villa, l'investisseur a dû réaliser des aménagements paysagers très étendus - à certains endroits, la terre et la roche ont été excavées jusqu'à une hauteur de neuf mètres, d'autres parties, dont l'ancienne carrière, ont été amenées avec de la roche excavée lors de la construction du tunnel de Vinohradské, et de la terre de haute qualité a été apportée pendant la construction de la gare centrale de Prague. Au total, 60 000 charrettes de terre tirées par des chevaux ont été amenées dans les vergers. Le coût total de construction a atteint près d'un million de florins ou 1 760 000 couronnes austro-hongroises, ce qui représente actuellement environ 500 millions de couronnes tchèques.
Après la mort de Gröbe (en 1891) ses héritiers n'utilisent pas le domaine, ils gagnent de l'argent pour son entretien en exploitant un jardin et à partir de 1896 ils le mettent à la disposition du public moyennant une redevance. À partir de 1902, cependant, les propriétaires rendirent à nouveau la zone inaccessible et la louèrent à la famille impériale des Habsbourg, par exemple la princesse Élisabeth-Marie (fille du prince héritier Rodolphe et petite-fille de l'empereur François Joseph) y séjourna avec son mari Otto Windisch-Graetz.

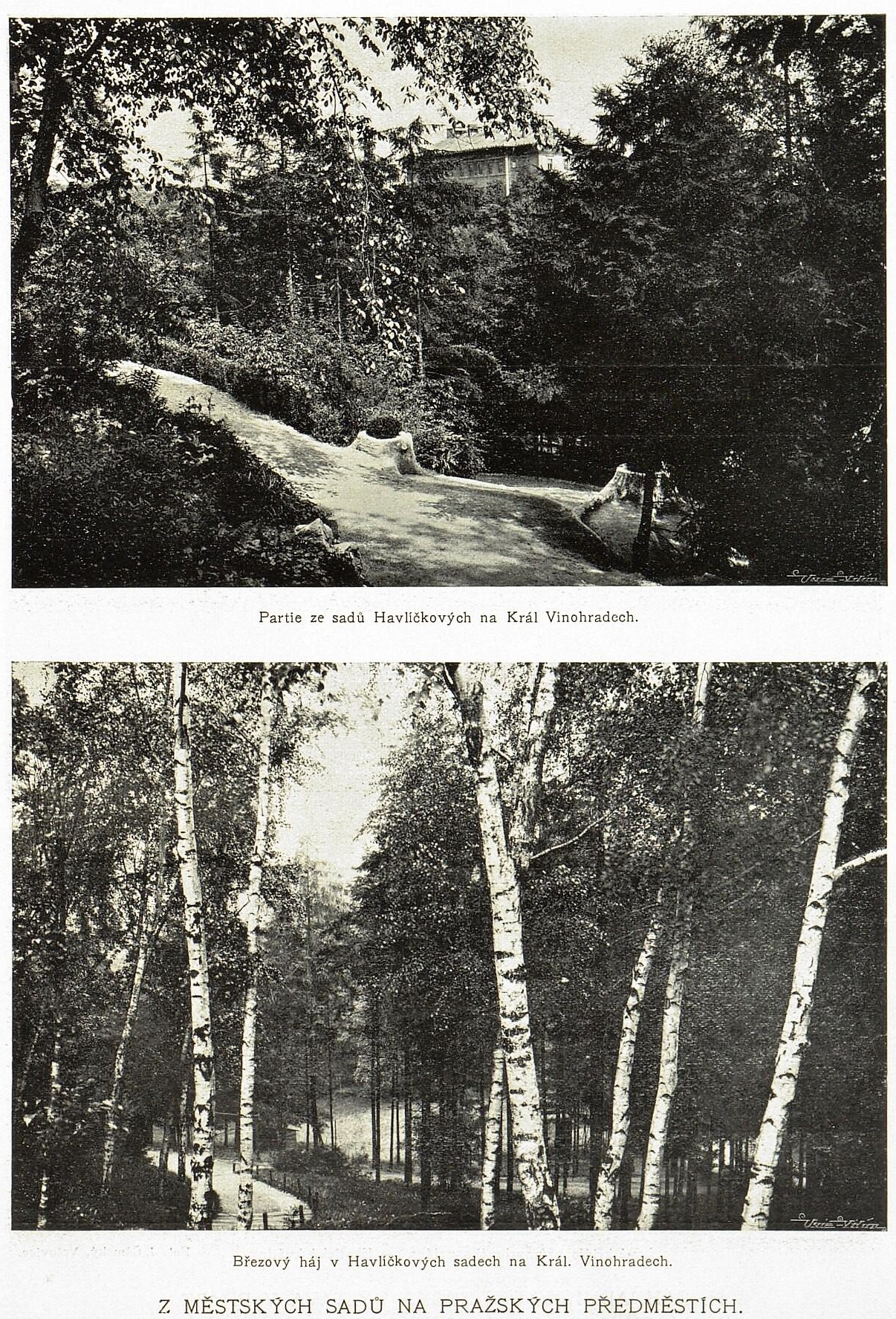
Havlíčkovy sady Prague, 1910

Les héritiers de la villa ont vendu en 1905 le terrain pour 1 760 000 couronnes austro-hongroises à la municipalité de Vinohrady. En 1906, la zone a été ouverte au public sous le nom de Havlíčkovy sady, en l'honneur de l'écrivain et journaliste Karel Havlíček Borovský. Déjà à l'époque il y avait des immeubles à proximité, et la résidence d'été isolée d'origine était située au centre du nouveau quartier résidentiel. Les bombardements alliés de février 1945 endommagent les bâtiments et le parc - plusieurs bombes incendiaires tombent dans les vergers. La villa de Gröbe a été endommagée - l'incendie qui a suivi a complètement détruit son toit, mais aussi les étages individuels. L'une des bombes a également atterri à proximité immédiate de Horní Landhauska et a détruit les caves à vin, la porte d'entrée, les serres et le vivarium.
Après la fin de la Seconde Guerre mondiale, la restauration de la zone endommagée par la guerre a été progressivement abordée, le principal problème étant le manque de matériaux de construction. Les restes des serres ont été enlevés et une aire de jeux pour enfants a été créée à leur place. La porte de l'entrée principale a été reconstruite et un magasin de journaux et de tabac a été établi dans la maison du portier. Dans les années 1951-1953, la villa de Gröbe a également été restaurée.
Après la guerre, l'ensemble des lieux est toutefois tombé en mauvais état. En 1973-1975, la grotte, ainsi que la statue de Neptune et la fontaine, ont subi une réparation coûteuse. Après 1989, le domaine est devenu la propriété de la ville de Prague, mais a continué à se détériorer et son état a été souvent critiqué par le public. Dans les années 1992-1999, des parties de la zone ont été progressivement transférées à l'administration du district de Prague 2. Toute la zone a été alors progressivement revitalisée, la reconstruction étant achevée en 2013.

## Parc

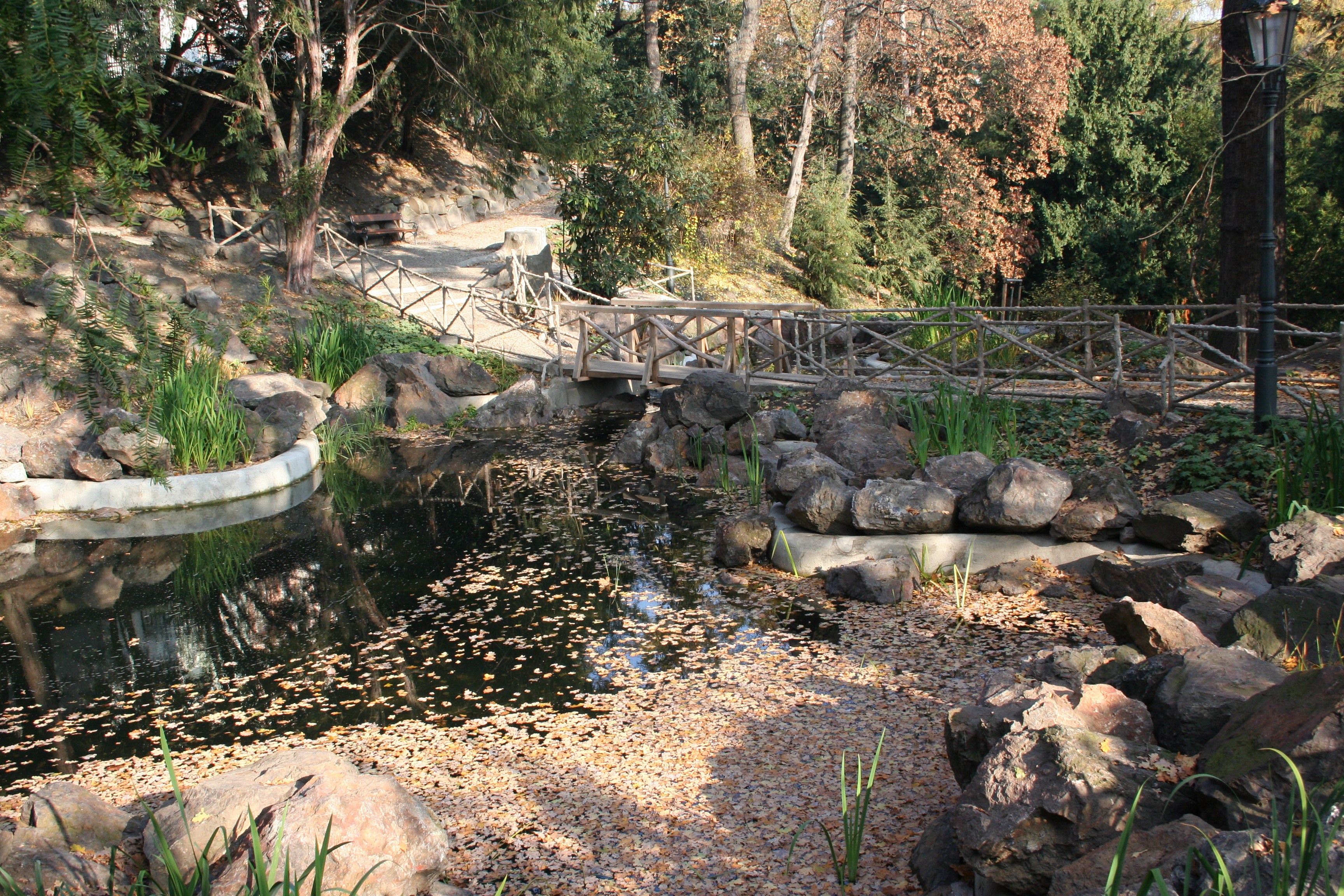
Un lac dans la partie nord-ouest du parc

Le parc est désigné comme ayant une valeur dendrologique. Il y a 120 espèces d'arbres domestiques et exotiques. On retrouve entre autres le ginkgo biloba, le frêne commun, l'orme occidental, le pic à trois épines, le sycomore de Soulange, le hêtre, le cyprès, le chêne-liège, le châtaignier de Virginie, le pin flexible, le pin de Schwerin et plusieurs espèces de tilleul, érable, prêle, chêne, peuplier, géranium, cyprès et pins. Au moins 25 espèces d'oiseaux vivent dans le jardin, dont 12 espèces nichent ici . Après l'achat du terrain par la municipalité de Vinohrady, les vergers ont été pris en charge par cette municipalité, et depuis la création de la Grande Prague le 1er janvier 1922, par l'autorité centrale des vergers.

### Clôture historique
Après 1989, la clôture historique en briques du parc a été reconstruite, dont la restauration des portes d'origine, le poste de garde du parc et la construction d'une nouvelle partie de la clôture. Les coûts de reconstruction de la clôture ont atteint 17 millions de couronnes. Toutes les portes ont également été reconstruites. Le parc est surveillé 24h/24 et fermé la nuit.

## Vignoble

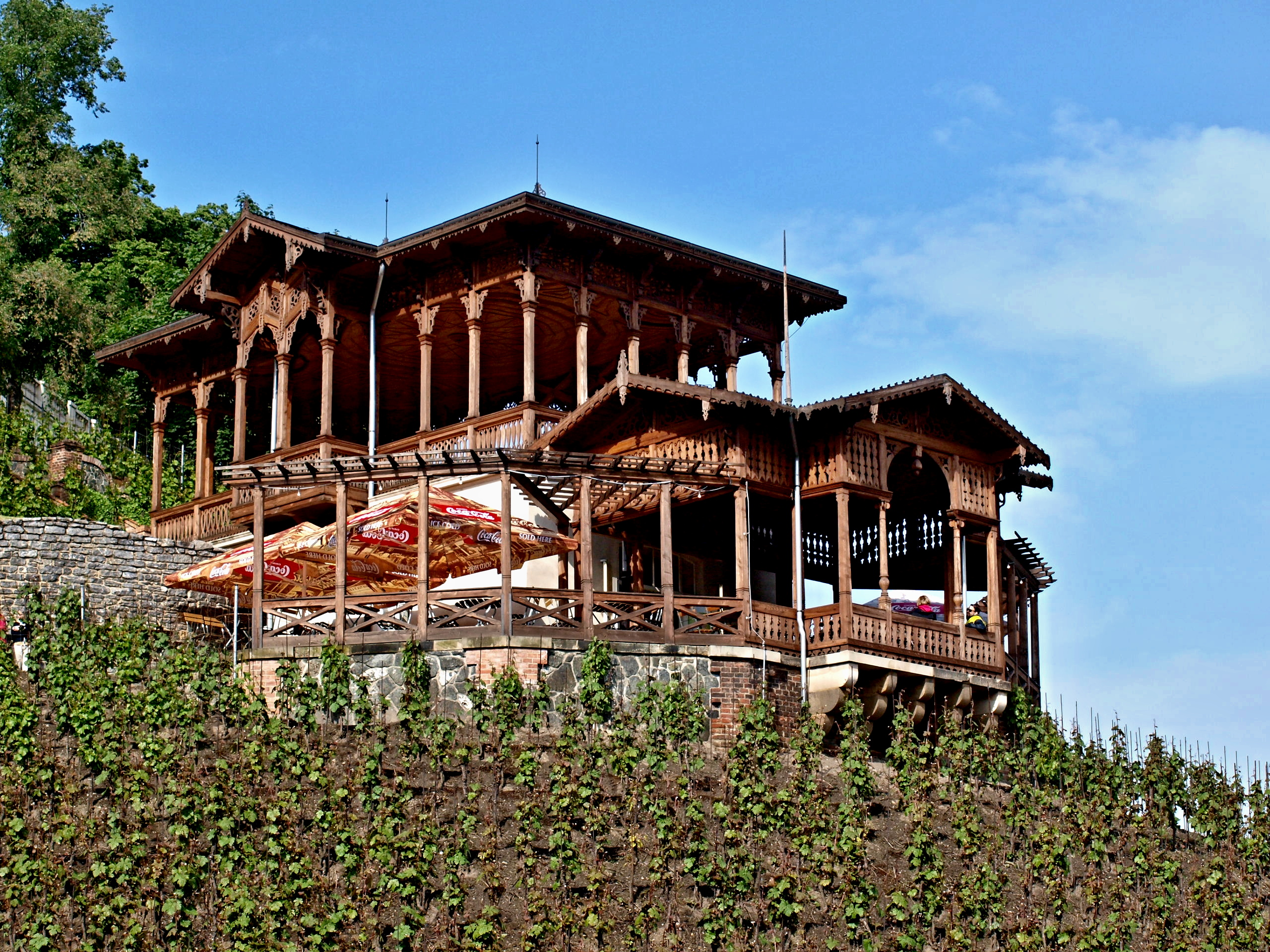
Belvédère du vignoble

Le vignoble classé au patrimoine est un vestige des anciennes « Montagnes de la Vigne ». Des caves à vin ont également été établies dans la partie orientale du vignoble, les caves sous le domaine d'origine Horní Landhauska servant de fondation. Avant que les vergers ne soient ouverts au public en 1906, le vignoble a reçu une clôture séparée. Le vignoble tomba peu à peu en ruine, et en 1926 on envisagea de le supprimer et de le planter d'arbres fruitiers. Mais le vignoble a été repris par le bureau du verger et son directeur en chef Arnošt Černohorský, en coopération avec un vigneron serbe de Mělník, a considérablement rajeuni et amélioré le vignoble. En 1926, ils ont planté 4 000 plants et en 1935 encore 2 000 plants. En raison du manque de fumier - l'engrais traditionnel d'origine - la fertilisation a commencé en 1928 en utilisant des composts et des boues de la station d'épuration de Bubeneč. Grâce à ces interventions, le rendement du vignoble a décuplé. Jusqu'en 1933, le bureau du verger gérait à la fois le vignoble et la transformation du raisin, après quoi la transformation du vin était confiée à la société Tesařík et Pavela, qui produisait le vin blanc naturel de raisins de la mairie de Prague et le rouge Primátorský hrozen. Cette société a loué les caves à vin dans les vergers jusqu'en 1945.
Le vin Radniční hrozen était à l'origine utilisé par l'hôtel de ville de Prague uniquement pour divertir les invités à l'hôtel de ville, et sa qualité était qualifiée de très bonne. Depuis 1938, le raisin de l'hôtel de ville de Prague est également vendu librement. Sur l'étiquette, le vin avait un emblème décoratif de la capitale Prague avec le bâtiment de l'hôtel de ville. A la fin de la Seconde Guerre mondiale, on cultive des légumes dans une partie du vignoble, le vignoble est endommagé lors du bombardement de Prague, il est restauré après la guerre, mais son état se détériore progressivement à nouveau - il ne rajeunit pas et les rendements diminuent. Avant 1989, la reconversion du vignoble en verger recommence à être envisagée. Le vignoble a également souffert d'attaques constantes de vandales sur les clôtures et sur les cultures de raisin. Depuis 1960, le vin du vignoble est également transformé dans le Prague-Nusle Czech Winery, opérant dans la brasserie Nusle à proximité.
Dans les années 1992-1993, le vignoble a été restauré aux frais du district municipal de Prague 2. La clôture et le haut mur en terrasse de la partie nord et la route d'accès ont été réparés. Les vignobles couvrent une superficie de 1,7 ha et produisent annuellement 4 000 litres de vin. Les variétés Müller Thurgau, Riesling, Dornfelder, Pinot gris et Pinot noir y sont cultivées, et depuis 1997 le millésime Vinohrad a lieu ici chaque année. Le vin produit sur place est en vente dans le belvédère adjacent.

## Édifices

### Haut-Landhauska

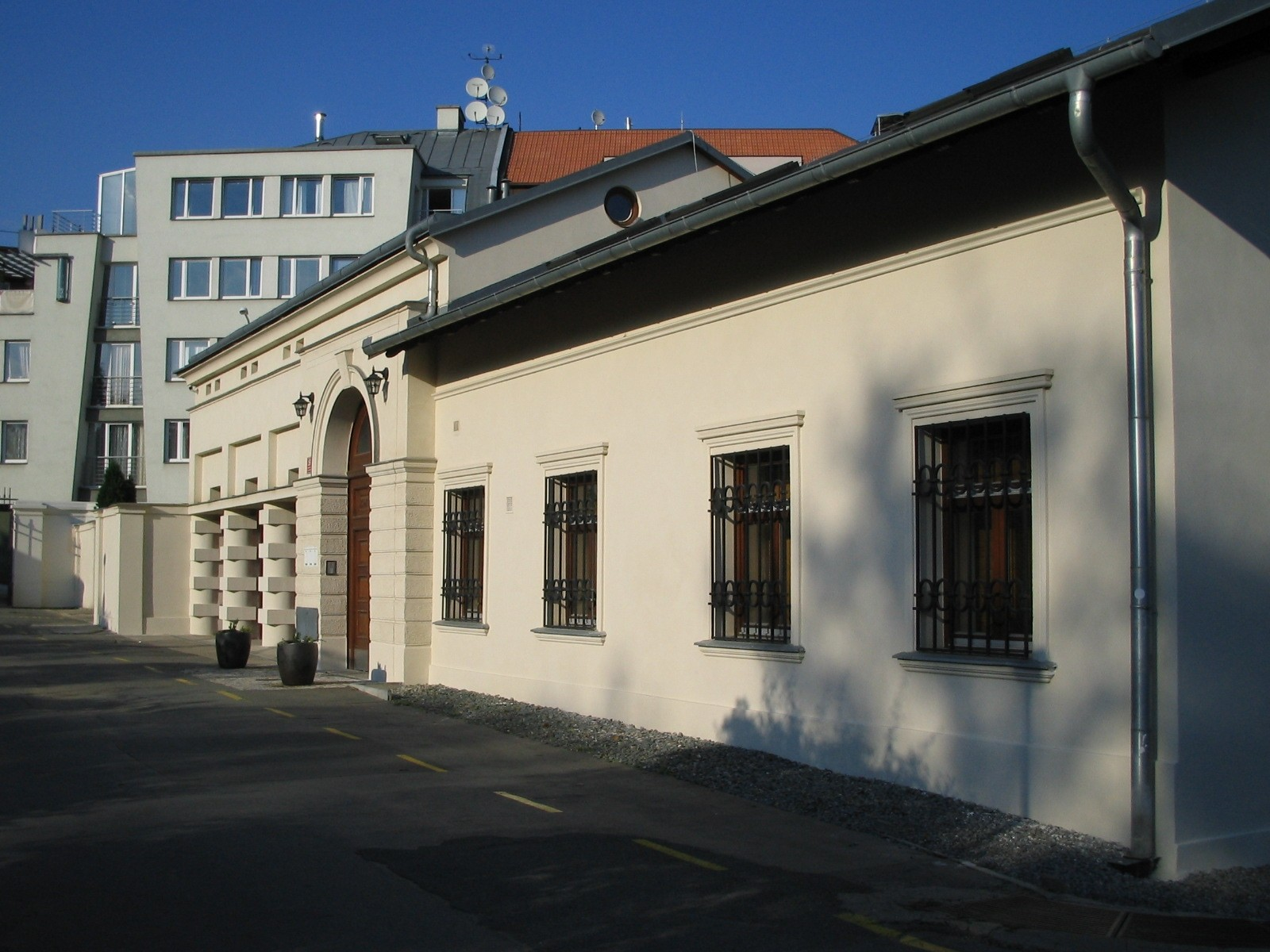
Haut-Landhauska

Après la Seconde Guerre mondiale, le bâtiment Horní Landhausky a été transféré à l'administration de l'entreprise régionale de gestion du logement, plusieurs bureaux et des toilettes publiques y ont été installés, et des caves étaient louées pour stocker le vin.
Après 1989, le bâtiment Horní Landhausky a été privatisé. Le 14 décembre 1995, le bâtiment a été acquis pour 4,5 millions de couronnes par Jan Palais. Il a commencé les travaux de reconstruction, et en 1996, a tenté sans succès de vendre le site aux enchères. Ensuite il a décidé de conserver le site et d'en achever sa reconstruction. Le bâtiment résidentiel se composait de trois appartements, d'un atrium ouvert entre les ailes individuelles et de trois garages à l'avant du bâtiment. Le propriétaire a également réparé les caves, qui fonctionnent désormais comme des caves de dégustation de vin sous le nom de Gallery Winery Gröbovka.

### Basse-Landhauska

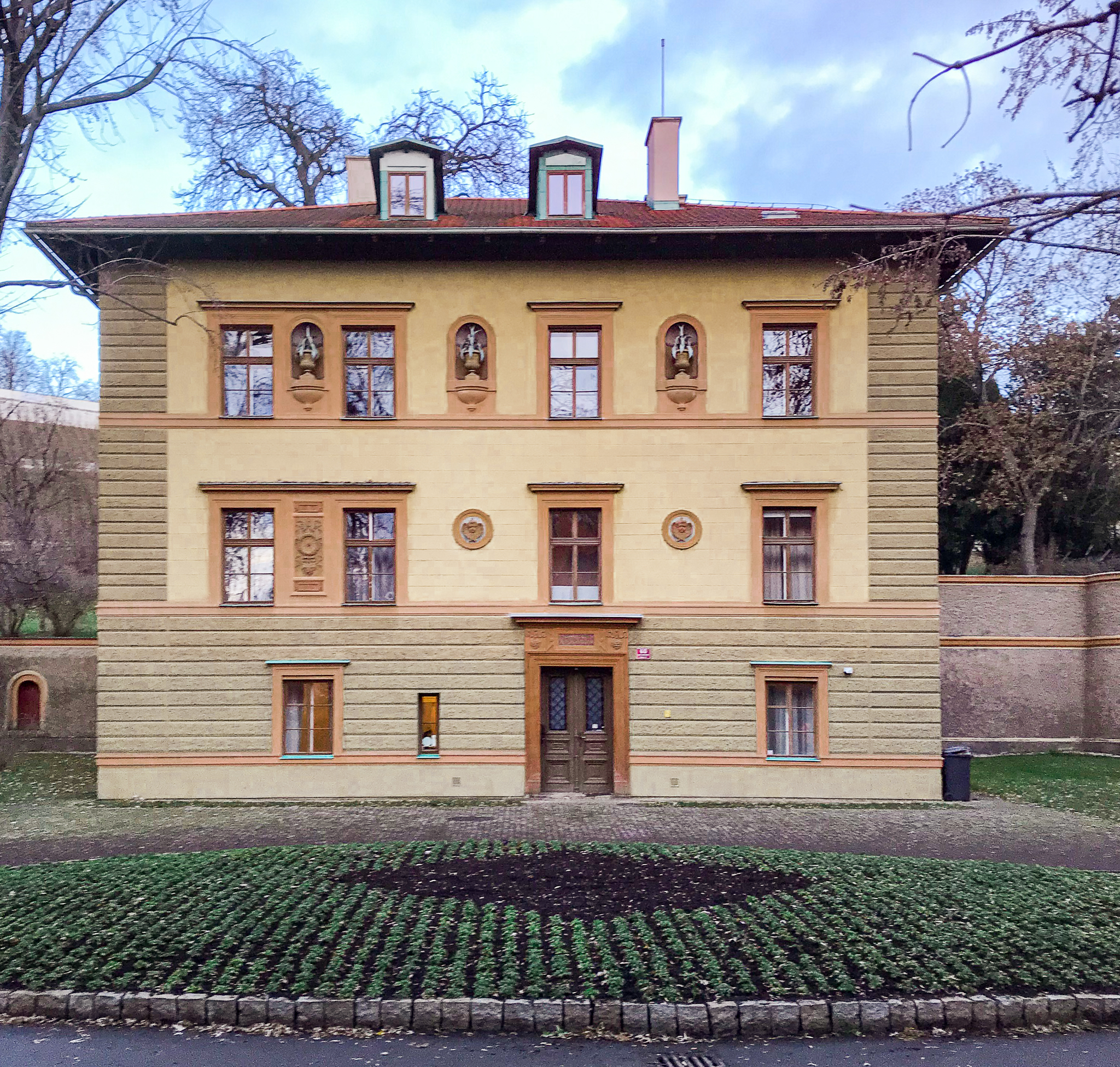
Vue de face de la façade du bâtiment Dolní Landhauska

Lors des modifications importantes du quartier de Grébovka à la fin du XIXe siècle, le bâtiment de l'ancien domaine Dolní Landhauska a été démoli. Un bâtiment néo-Renaissance de deux étages conçu par Antonín Barvitius a également été érigé à sa place en 1871, ainsi que des jardins en terrasses. Le bâtiment est de style similaire à la villa de Gröbe.
Après la Seconde Guerre mondiale, le bâtiment Dolní Landhausky a été transféré à l'administration de l'entreprise de district de gestion du logement et sept unités de logement y ont été créées. Lors de la reconstruction en 2007, le bâtiment a reçu un nouveau toit et une nouvelle façade, et le mur de soutènement environnant a également été réparé.

### La villa de Gröbe

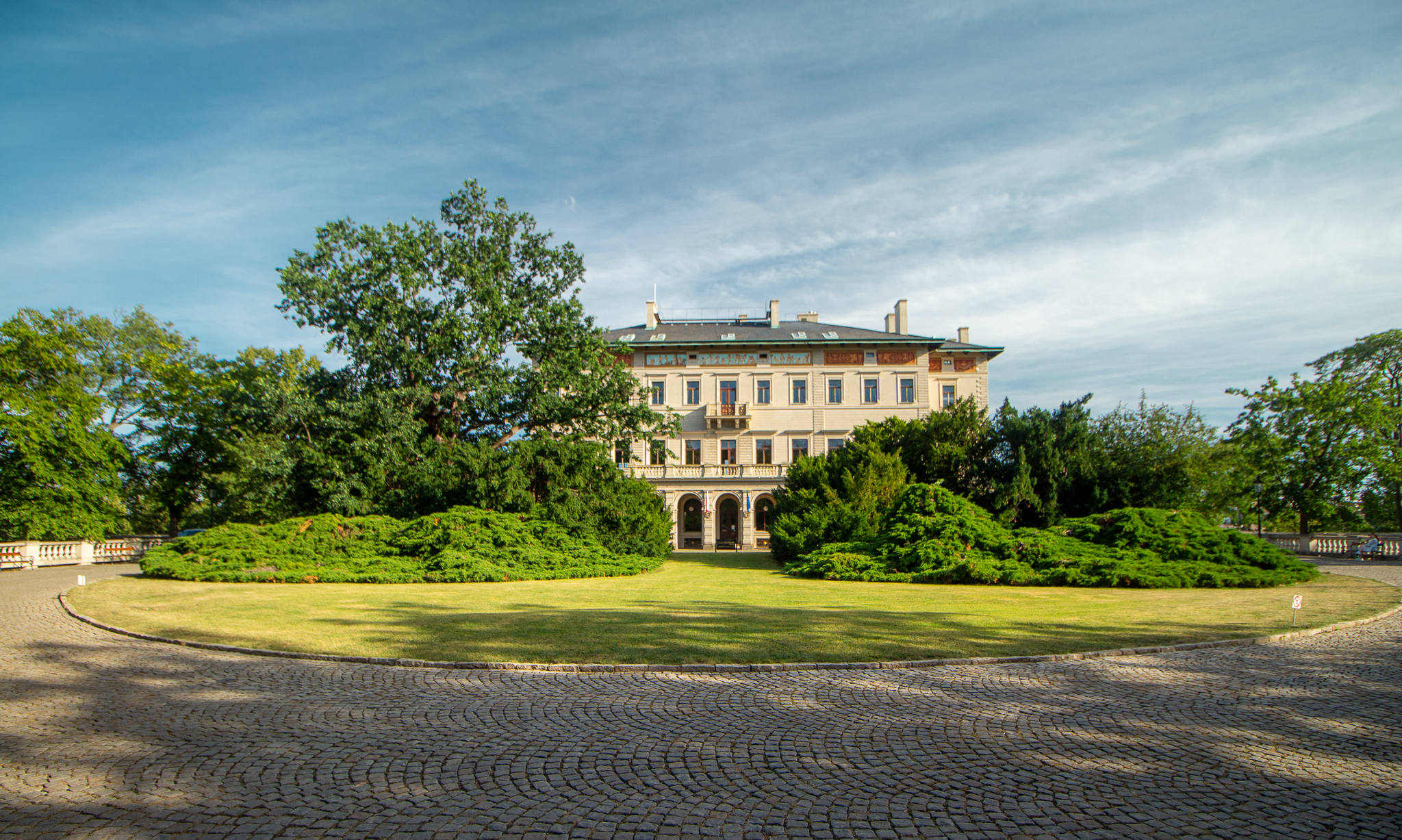
La villa de Gröbe après reconstruction

La villa de Mořice Gröbe est une villa néo-Renaissance à deux étages construite sur un plateau au-dessus de la vallée de Botič. Vue de Vršovice et de Nusle, elle constitue un point de repère saisissant et est considérée comme l'une des plus belles villas de Prague. Sa construction a eu lieu de 1879 à 1881 selon le projet d'Antonín Barvitia, l'auteur des aménagements intérieurs était Josef Schulz, la fresque sur la façade a été réalisée par le peintre viennois Kugler, la décoration des intérieurs est l'œuvre du sculpteur Detem. La construction a été réalisée par František Havel. Sur le plan architectural, les créateurs se sont inspirés des villas de campagne de la Renaissance italienne, qui servaient l'été à la noblesse et au clergé. Le bâtiment est rectangulaire, avec un portique massif du côté nord et un avant-corps du côté sud. Une spacieuse terrasse la jouxte au sud, par laquelle on peut descendre dans le vignoble par un escalier à double volée.

### Grotte

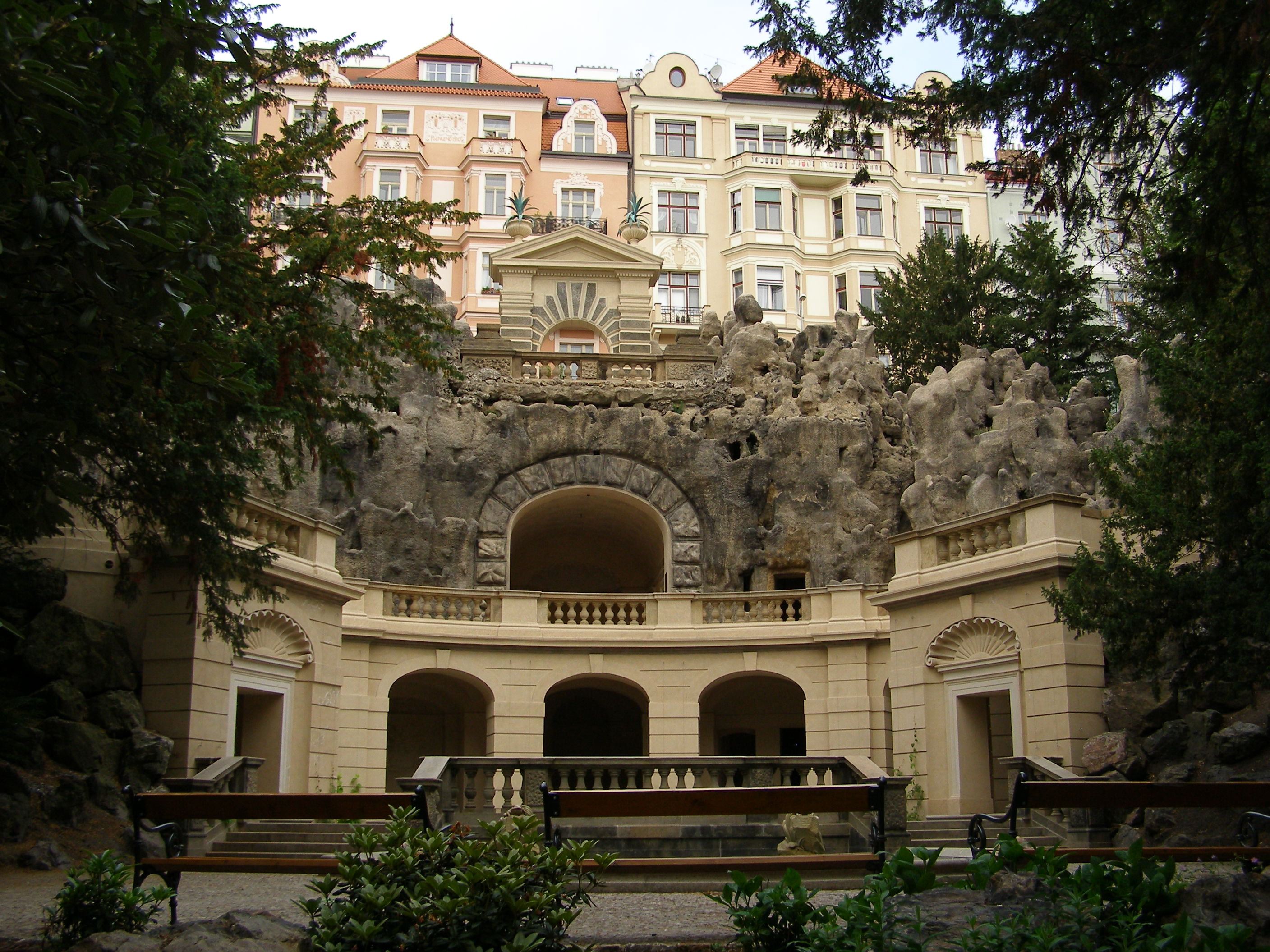
Grotte après la restauration des années 2010–2014

Une grotte artificielle (grotta) a été incorporée dans le parc en tant qu'élément romantique. L'aquarium de Berlin, les fontaines de Kassel et les rochers artificiels de Görlitz leur ont servi d'inspiration. La construction de roches artificielles et de grottes a commencé dès 1871 selon la conception d'Antonín Barvitio, le modèle de l'ensemble de la structure a été réalisé par le sculpteur pragois Josef Vorlíček. Les roches artificielles étaient faites de briques de haute qualité et de mortier et enduites de ciment pour ressembler à des stalactites. Dans la grotte, il y avait aussi des grottes plus petites, des coins avec des sièges en pierre, des salles comme des salles de banquet. Une terrasse panoramique et une porte triomphale ont été créées au sommet de l'édifice. Dans la partie inférieure de la grotte, il y a une promenade à arcades et un réservoir d'eau avec une fontaine. Au milieu du réservoir d'eau se trouve une statue de Neptune, réalisée par le sculpteur Bohuslav Schnirch dans les années 1873-1875. La statue est en position agenouillée et un homme porte une coquille ouverte sur ses épaules. Au centre de la coquille se trouve un crocodile avec sa tête inclinée vers l'arrière et sa gueule ouverte. La tête du crocodile fonctionne également comme une fontaine, à partir de laquelle l'eau jaillit et tombe sur la statue. La statue et le rocher sont taillés dans du grès ocre de la localité de Boháňka. Bien que la plupart des sources affirment qu'il s'agit d'une statue de Neptune, selon les restaurateurs et autres experts, il s'agit en fait d'une statue de Triton.
Un bassin à débordement a été aménagé à l'est de la grotte. De grosses pierres pesant jusqu'à 3 tonnes proviennent de Ďáblice et Třebonice.

## Littérature
- ASSMANN, JAN NEPOMUK. Bagatelles de Prague. 1ère éd. Prague : Krasná paní, 2009. 63 p. tête bleue ; St. 3
- BAŠEOVÁ, OLGA : Jardins de Prague. Prague 1991, p. 100, 102.
- BOUBÍNOVÁ, Kateřina. Motivy antických vodních božstev v českém umění v období novověku. dspace5.zcu.cz . 2017. Disponible en ligne [cit. 2018-07-21].
- DOLEŽAL, AUGUSTIN JAROSLAV: Aquarium à Havlíčkové sady. Notre Prague, r. IV, non. 7. Prague 1927/8
- DUMBROVSKÁ, ŠÁRKA : Reborn Grébovka. Projet. Monthly for Construction and Interiors 11, 2007, n° 10, pp. 22–29.
- GOLLOVÁ, Marie. Zahradní umění a tvorba krajiny v kulturně historické perspektivě.. dspace.cuni.cz . 2012-02-08. Disponible en ligne [cit. 2018-07-21].
- HAVRÁNEK, EDGAR TH : Prague inconnu II. Prague 1939
- HRUDKA, VÁCLAV : Barvitius dévalué. Za stara Praha - la gazette pour la protection des monuments, r. XIX,. Non. Prague 1935
- JAROLIMKOVÁ, STANISLAVA. What Guidebooks Don't 2, ou, Continuation of History for Easy Memorization . Éd. 1. Prague : Motto, 2007. 378 p., [32] pages couleur. Fig. ci-joint . – chapitre Havlíčkovy sady et jardin d'usine
- Collectif d'auteurs : Královské Vinohrady. Prague 1940
- NOVOTNÝ, JIŘÍ : Connaissez-vous l'histoire des vergers de Prague ? Journal officiel de la capitale Prague, r. III (1947)
- NOVOTNÝ, JIŘÍ : Pražské sady. Prague 1960
- PETRŮ, JAROSLAV ; SVOBODA, ANTONÍN M.: Jardins historiques de Prague - Havlíčkovy Sady. In : Dictionnaire pédagogique du jardinage, 4e volume. Prague 1999, p. 461.
- PACÁKOVÁ-HOŠŤÁLKOVÁ, Bozena : Newsletter sur les jardins et parcs de Prague. In : Portal an XII., No. 31 1/ 1987, pp. 7–9.
- PAVEL, O. Gröbovka appelle. I. Stade, 1956, 22 : 1956.
- PAVLÍK, FRANTIŠEK et al.: Mémorial de la ville de Královské Vinohrady, Prague 1947
- POCHE, Emanuel : Prague pas à pas. Prague 1963, page 253.
- SVOBODA, ANTONÍN M.: Arbres ornementaux des parcs naturels et paysagers de Prague - développement dendrologique sur l'exemple des jardins de Kinsky, Karlova náměstí, Klamovka, Riegrovy et Havlíčkový. Dans : Staretá Praha X. Prague 1985, pp. 279–292.
- VACEK, FRANTIŠEK : L'histoire du vignoble sur le territoire des Rois actuels. Vinohradů du début du XVe siècle jusqu'en 1526. Collection de contributions à l'histoire de la capitale Prague - VIII. Prague 1938
- VANČURA, Jan. Pořádání veřejné akce Vinobraní na Grébovce 2014. digilib.k.utb.cz . 2015-01-30. Disponible en ligne [cit. 2018-07-21]. VEVERKA, PŘEMYSL, DVOŘÁKOVÁ, DITA, KRAJČÍ, PETR, LUKEŠ, ZDENĕK : Célèbres villas de Prague. Prague 2004
- VILÍMKOVÁ, MILADA : Vergers Havlíček. Dans : BAŠEOVÁ, OLGA : Jardins de Prague. Prague 1991, page 222.
- Villa de Grob - propriété de la municipalité de Vinohradská. Monde tchèque, 1905/6